# 수도주 (쿠웨이트)
수도주 또는 알아시마주(아랍어: العاصمه)는 쿠웨이트 중부에 위치한 주로 주도는 쿠웨이트의 수도인 쿠웨이트시티이며 면적은 200km2, 인구는 499,269명(2007년 기준)이다.
서쪽으로는 알자라주, 남쪽으로는 알파르와니야주, 동쪽으로는 하왈리주와 접하며 북쪽으로는 페르시아만과 접한다. 파일라카섬과 미스칸섬, 아우하섬도 수도주에 속한다. 쿠웨이트의 경제, 상업 시설 대부분이 이 곳에 있다.